# Kazimierz Jackowski (porucznik)
Kazimierz Jackowski, „Torpeda” (ur. 2 marca 1922 w Czechowicach, zm. 18 stycznia 1945 tamże), porucznik żołnierz Armii Krajowej, pluton „Torpedy” w Batalionie „Miotła”, harcerz i przyboczny 156 Mazowieckiej Drużyny Harcerzy.

## Życiorys
Był mieszkańcem Czechowic, dzisiejszego Ursusa. Wychowanek szkoły powszechnej w Czechowicach i harcerz 156 Mazowieckiej Drużyny Harcerzy. Był jej pierwszym przybocznym. Już pierwszej okupacyjnej zimy, zebrał kilku kolegów do działalności w ramach małego sabotażu. Przyjął pseudonim „Hawelan”. W 1942 grupka rozrosła się do czterech „piątek”, kierowanych przez Bogdana Bogusławskiego ps. „Dal Saperski”, Stanisława Domina ps. „Stefan Boruta”, Zenona Jackowskiego ps. „Adam Horski” i Jana Romańczyka ps. „Łukasz Łata”.
„Torpeda” ze swoją grupą, jeszcze w 1940 przystąpił do oddziału Seweryna Skowrońskiego ps. „Anatol” w ramach Związku Odwetu. Od sierpnia 1942 zostali oddziałem dyspozycyjnym Kedywu Komendy Głównej AK. Wykonywali akcje sabotażowe i wykonywali wyroki sądów podziemnych na agentach okupanta, Gestapo i zdrajcach narodu polskiego. Znana była akcja wykonania wyroku na żonie Kazimierza Junoszy-Stępowskiego, Jadwidze – agentce Gestapo. W nocy z 6 na 7 kwietnia 1944 roku, dziesięciu żołnierzy Kazimierza Jackowskiego „Hawelana” w składzie grupy saperskiej Seweryna Skowrońskiego „Anatola” wysadziło pod Jaktorowem pociąg wojskowy jadący na front wschodni.
2 sierpnia 1944, Kazimierz Jackowski zmienił pseudonim na „Torpeda”. Wraz z dwoma innymi oddziałami z Czechowic: Mirosława Palczewskiego „Mirka” i Tadeusza Mrówczyńskiego „Marsa”, jako Batalion „Miotła”, weszli w skład Zgrupowania „Radosław” ppłk „Radosława” i wzięli udział w powstaniu warszawskim. Był dwukrotnie ranny.
Po upadku powstania nie poszli do niewoli i jesienią 1944 w Częstochowie, stanowili ochronę Komendy Głównej AK. W końcu grudnia 1944 roku „Torpeda” wraca do Czechowic, by w styczniu 1945 roku przeprowadzić brawurową akcję rozminowania fabryki PZInż w Czechowicach, przygotowanej do wysadzenia przez Niemców. Gdy w marcu 1945 aresztowano podstępnie w Pruszkowie przywódców Polski Podziemnej, postanowiono w odwecie zastrzelić gen. Wiktora Grosza stacjonującego w podwarszawskich Włochach. Akcję, którą miał wykonać Jan Romańczyk od „Torpedy”, w ostatniej chwili odwołano.

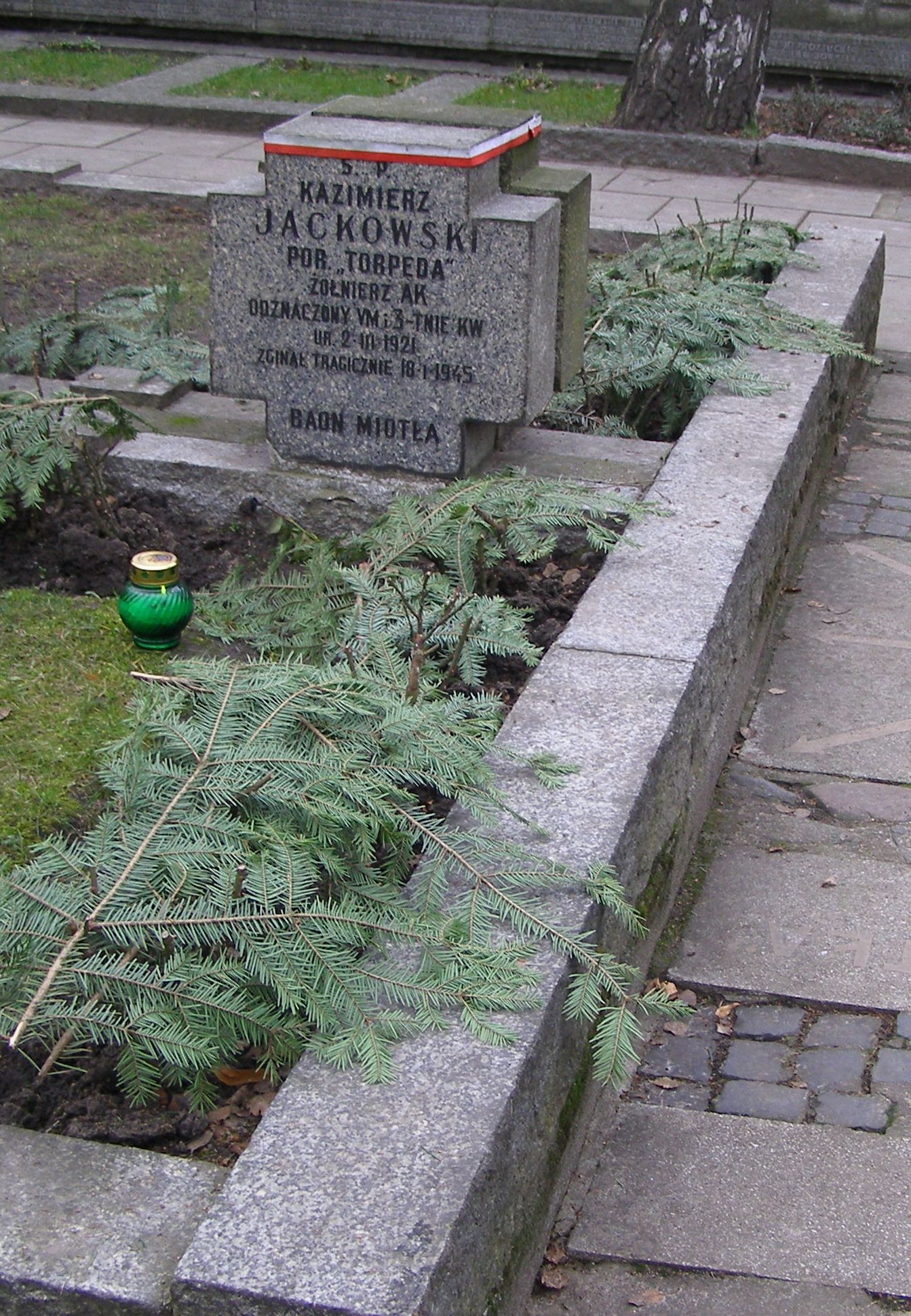
Grób por. „Torpedy” na cmentarzu Powązki Wojskowe

Dnia 18 stycznia 1945 roku w pobliżu miejsca zamieszkania, przy ul. Jagiełły „Torpeda” został zastrzelony przez nieznanych sprawców. Pierwotnie pochowany w Czechowicach (cmentarz w Gołąbkach), a następnie przeniesiony na Cmentarz Wojskowy na Powązkach, do kwatery powstańczej Batalionu „Miotła” – A24-2-14. Dziś jedna z ulic w Ursusie nosi nazwę jego plutonu. Według sporządzonej przez niego listy, przewinęło się przez pluton 81 osób, w tym 11 kobiet.
31 lipca 2013 roku w Muzeum Powstania Warszawskiego w Warszawie, w przeddzień 69. rocznicy Powstania, prezydent Bronisław Komorowski przekazał Krzyż Srebrny Orderu Wojennego Virtuti Militari rodzinie Kazimierza Jackowskiego.

## Ordery i odznaczenia
- Order Virtuti Militari V klasy
- Krzyż Walecznych, dwukrotnie